# Роберт Джинджерард
Роберт Джинджерард (англ. Robert Jeangerard, 20 червня 1933 — 5 липня 2014) — американський баскетболіст.
Олімпійський чемпіон 1956 року.
Переможець Панамериканських ігор 1959 року.